# Udea brevipalpis
Udea brevipalpis is een vlinder uit de familie van de grasmotten (Crambidae), uit de onderfamilie van de Spilomelinae. De wetenschappelijke naam van deze soort is voor het eerst voorgesteld door Eugene Gordon Munroe in een publicatie uit 1966.
De soort komt verspreid voor in Canada en de westelijke helft van de Verenigde Staten.